# Operacja Circus

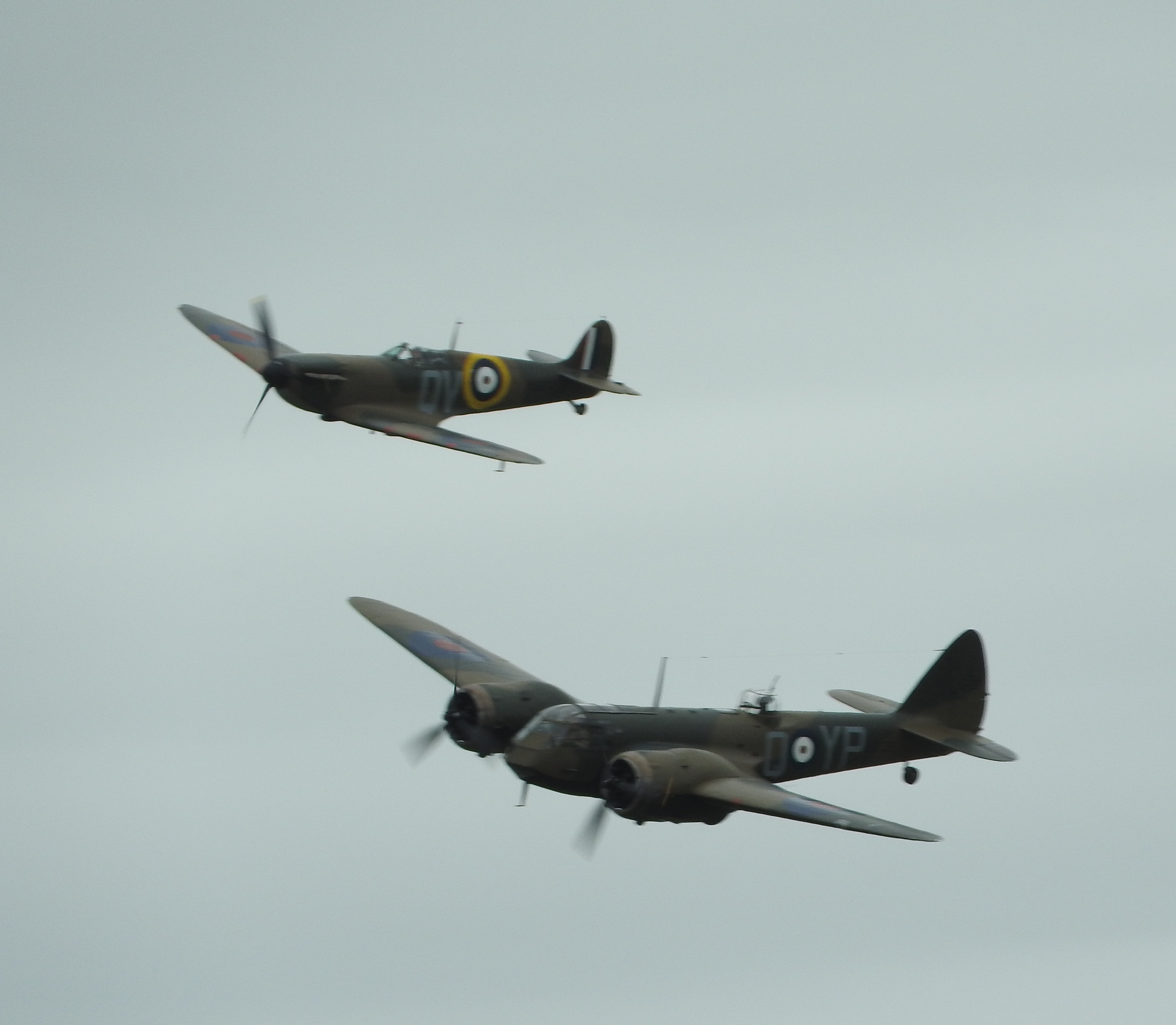
Bombowiec Bristol Blenheim oraz myśliwiec Spitfire podczas lotu

Operacja Circus (pol. Cyrk) – rodzaj dziennych działań taktycznych Royal Air Force prowadzonych w czasie II wojny światowej.

## Historia
Po zakończeniu bitwy o Wielką Brytanię rzadko dochodziło do walk dużych formacji myśliwskich. Dowództwo lotnictwa myśliwskiego Royal Air Force podejmowało próby angażowania myśliwców Luftwaffe w walkę poprzez organizowanie zaczepnych patroli nad Francją w wykonaniu samolotów myśliwskich, jednakże samoloty niemieckie rzadko podejmowały walkę. Na początku 1941 roku podjęto decyzję o zmianie formuły prowadzonych działań na wyprawy bombowe atakujące cele w okolicy francuskiego wybrzeża z silną osłoną myśliwską.
Głównymi celami stawianymi atakującej formacji było wciągnięcie do walki samolotów myśliwskich nieprzyjaciela i ich zniszczenie oraz czynnik psychologiczny polegający na nadszarpnięciu morale przeciwnika poprzez atakowanie go na okupowanym terytorium i utrzymywaniu w ciągłej gotowości do walki. Celem drugorzędnym było zniszczenie obiektów na ziemi, które selekcjonowano pod kątem przydatności dla niemieckiego przemysłu i Wehrmachtu.
Początkowo formacje składały się z 2-3 eskadr ciężkich bombowców i 16 eskadr eskortujących myśliwców. Za organizację ataku odpowiadał dowódca formacji bombowej, który decydował o kierunku ataku i czasie przebywania nad celem oraz drodze powrotnej. Formacje myśliwskie były odpowiedzialne za osłonę formacji bombowej. Jednostki operujące nad północną Francją korzystały z informacji dostarczanych ze stacji radarowych rozmieszczonych nad kanałem La Manche.
Pierwsza operacja, oznaczona kodem Circus 1, odbyła się 10 stycznia 1941 roku. Sześć samolotów bombowych Bristol Blenheim z Dywizjonu 114 atakowało magazyny z amunicją w okolicy Guînes. Bombowce były osłaniane przez 11 dywizjonów myśliwskich, m.in. Dywizjon 302.
Na podstawie doświadczeń z pierwszych przeprowadzonych operacji została wydana 16 lutego 1941 roku instrukcja Operation Instruction No 7. Circus Operations, która wprowadziła istotne zmiany w organizacji wypraw. Bombowce spotykały się z eskortą w rejonie North Weald, Biggin Hill lub Northolt, następnie kontynuowały lot nad cel na wysokości ok. 5 200 metrów (17 000 stóp). Formacje myśliwskie zajmowały różne pułapy, w zależności od ich przeznaczenia. Close escort leciała za formacją bombową na pułapie ok. 5 500 metrów (18 000 stóp), nieco wyżej, na pułapie ok. 6 100 metrów (20 000 stóp), leciała lower escort, a na pułapie ok. 6 700 metrów (22 000 stóp) leciała higher escort. Całość była osłaniana przez high cover. Dodatkowo formacja była osłaniana przez operujące w pobliżu skrzydło myśliwskie wykonujące zadanie typu moppin up. Zadaniem close escort była osłona bombowców przez cały czas trwania operacji. Samoloty formacji higher escort, high cover i moppin up mogły, w drodze powrotnej, oddzielić się od formacji i atakować samoloty myśliwskie Luftwaffe.
Wsparcie dla operacji zapewniało dowództwo Air/Sea Rescue, które na trasie powrotu wyprawy organizowało patrole samolotów Lysander i łodzi ratowniczych. Ze względów na bezpieczeństwo lotników wodujących na wodach kanału La Manche formacje przekraczały brzeg w trzech miejscach osłanianych przez jednostki ratownicze: North Forelan (wyprawy wracające z kierunku Dunkierki), Dover (wyprawy wracające z kierunku Calais) oraz Dungeness (wyprawy wracające z okolic Boulogne-sur-Mer).
W osłonie tych operacji regularnie brały udział jednostki podległe 11. Grupie Myśliwskiej stacjonującej w Northolt, m.in. dywizjony Polskich Sił Powietrznych (podczas operacji Circus 145 w dniu 29 kwietnia 1942 roku zginął Marian Pisarek).
Operacje Circus były łączone z innymi typami operacji lotniczych, np. Blot, Ramrod, Ranger, Roadstead czy Rhubarb. Lądowanie w Dieppe w sierpniu 1942 roku zakończyło prowadzenie operacji typu Circus. Ciężar dziennych działań powietrznych przejęło lotnictwo amerykańskie.